# La strada dei successi
La strada dei successi è il 5º album di Domenico Modugno, pubblicato il 30 gennaio 1958.
Nonostante il titolo faccia pensare ad una raccolta, si tratta invece di un vero e proprio nuovo album, con quasi tutte le canzoni inedite fino al momento, anche se alcune di quelle canzoni erano già presenti su 45 giri.

## Il disco
Come si evince dal numero di catalogo e dalla data di pubblicazione, la Fonit pubblicò questo disco solo otto giorni prima del successivo, sfruttando al massimo la vittoria al Festival di Sanremo 1958 con Nel blu dipinto di blu, brano richiestissimo, che fu pubblicato in molti formati: 4 versioni su 45 giri (di cui tre con vinile azzurro, ognuna con retri diversi), due 78 giri e un EP.
Il disco, ovviamente, si apre con Nel blu dipinto di blu, ed è poi completato da alcune canzoni che erano già state stampate su 78 e 45 giri: due di esse, Mariti in città e Resta cu 'mme (entrambe facenti parte della colonna sonora del film Mariti in città), erano state pubblicate proprio poche settimane prima della partecipazione al festival (a dicembre del 1957 su 78 giri e poi in gennaio come 45 giri), e divennero in breve tempo due classici del cantautore pugliese, rappresentando due aspetti della sua personalità, quello gioioso ed ironico della prima canzone e quello romantico della seconda canzone che, divenuto presto un classico, è stato reinterpretato da decine di artisti (si ricorda la versione di Roberto Murolo, quella di Marcella Bella, quella in inglese di Renzo Arbore ed anche quella di Elio e le Storie Tese che, inserendo sulla melodia il testo della canzone religiosa Resta con noi ed unendola ad altre canzoni come Born to Be Alive, Esci dalla tua terra e You Make Me Feel l'hanno cantata in Born to Be Abramo).
Nel 1957 Modugno aveva fatto pervenire a Dino Verde (che si trovava a Milano per presentare una sua rivista) lo spartito di una canzone che aveva composto, chiedendogli di scrivere il testo: Verde, che in quel periodo stava vivendo una storia d'amore con alcune difficoltà, scrisse un testo autobiografico in napoletano e lo portò a Modugno una sera in cui il cantautore si esibiva al Capriccio, un locale milanese, insieme a Marino Marini, che eseguì la canzone la sera stessa, mesi prima dell'incisione di Modugno. La versione cantata da Marini era con il testo originale, ma prima di inciderla Modugno fu costretto dalla commissione di censura a cambiare alcuni versi: «Nun me 'mporta si 'o passato, sulo lacreme c'ha dato» sostituirono «Nun me 'mporta dô passato, nun me 'mporta 'e chi t'ha avuto», considerati scandalosi, e solo alcuni anni dopo il cantautore poté incidere la canzone con i versi originali.
Strada 'nfosa (cioè Strada bagnata), un altro classico della canzone italiana, era stato invece il lato B del 45 giri Lazzarella.
Musetto era stato pubblicato già dalla RCA, ed era stata la canzone del debutto al festival di Sanremo: era stata infatti presentata alla manifestazione nel 1956 da Gianni Marzocchi, classificandosi all'ottavo posto, la versione dell'album è quella che Modugno aveva reinciso nel 45 giri Fonit SP 30086 come retro di La donna riccia.
Anche questa canzone è presente nel disco, e rispetto alla versione originale RCA del 1954 ha una strofa in meno, quella dell'intermezzo che recita «Poi la incuntrai e le parlai / le dissi «Senti bedda mia te vogliu bbeni / Dei ricci e dei capricci nun e n'importa nienti torna mia»...» (da notare che tutte le reincisioni successive di Modugno seguiranno questa versione).
Completano il disco altre due canzoni, La cicoria e Vecchio frak, la prima è la reincisione del brano che Modugno aveva cantato insieme alla moglie Franca Gandolfi nel 1954 nella trasmissione di Walter Chiari "Controcorrente" e che era stato pubblicato dalla RCA, come il secondo brano che, passato inosservato al momento della prima pubblicazione nel 1955 diventerà un classico della canzone italiana.
Tutte le canzoni dell'album risultano eseguite da Domenico Modugno e il suo complesso (non vengono riportati i nomi dei singoli musicisti), tranne Nel blu dipinto di blu, eseguita dal maestro Alberto Semprini e il suo sestetto azzurro, che aveva accompagnato il cantautore pugliese anche al Festival.

## Tracce
LATO A
1. Nel blu dipinto di blu (testo di Domenico Modugno e Franco Migliacci; musica di Domenico Modugno)
2. Mariti in città (testo e musica di Domenico Modugno)
3. Strada 'nfosa (testo e musica di Domenico Modugno)
4. Musetto (testo e musica di Domenico Modugno)

LATO B
1. Resta cu mme (testo di Dino Verde; musica di Domenico Modugno)
2. La cicoria (testo e musica di Domenico Modugno)
3. Vecchio frak (testo e musica di Domenico Modugno)
4. La donna riccia (testo e musica di Domenico Modugno)